# Timur Yanyalı
Timur Yanyalı (* 26. August 1975 in München) ist ein ehemaliger türkischer Fußballspieler.

## Karriere
Er kam mit sieben Jahren zum TSV 1860 München und durchlief alle Jugendmannschaften. In der Saison 1994/95 wurde er von Trainer Werner Lorant zum ersten Mal in der ersten Mannschaft in der Bundesliga aufgestellt und absolvierte in dieser Runde 16 Spiele. 1995 wechselte er in die Türkei zu İstanbulspor in die Süper Lig. Dort erreichte er mit dem Verein 1997/98 Platz vier, der größte Erfolg der Vereinsgeschichte. Im Jahr 2000 ging er zu Adanaspor. In der Saison wurde Joachim Löw Trainer. Im Dezember wurde Yanyali aber wegen Dopings mit Amphetaminen für zwei Jahre gesperrt. 2004 wechselte er zu Sivasspor, wo er wieder auf Trainer Lorant traf. Yanyali hatte aber nur sechs Einsätze, so dass er 2005 zu Yimpas Yozgatspor ging. 2007 wechselte er zu Lüleburgazspor. Dort war im Dezember sein Dopingtest positiv auf Ephedrin und er wurde im Januar 2008 lebenslang gesperrt.
Yanyali wurde siebenmal in türkische U-18- und U-21-Nationalmannschaft berufen.